# Kontaktlöst betalkort

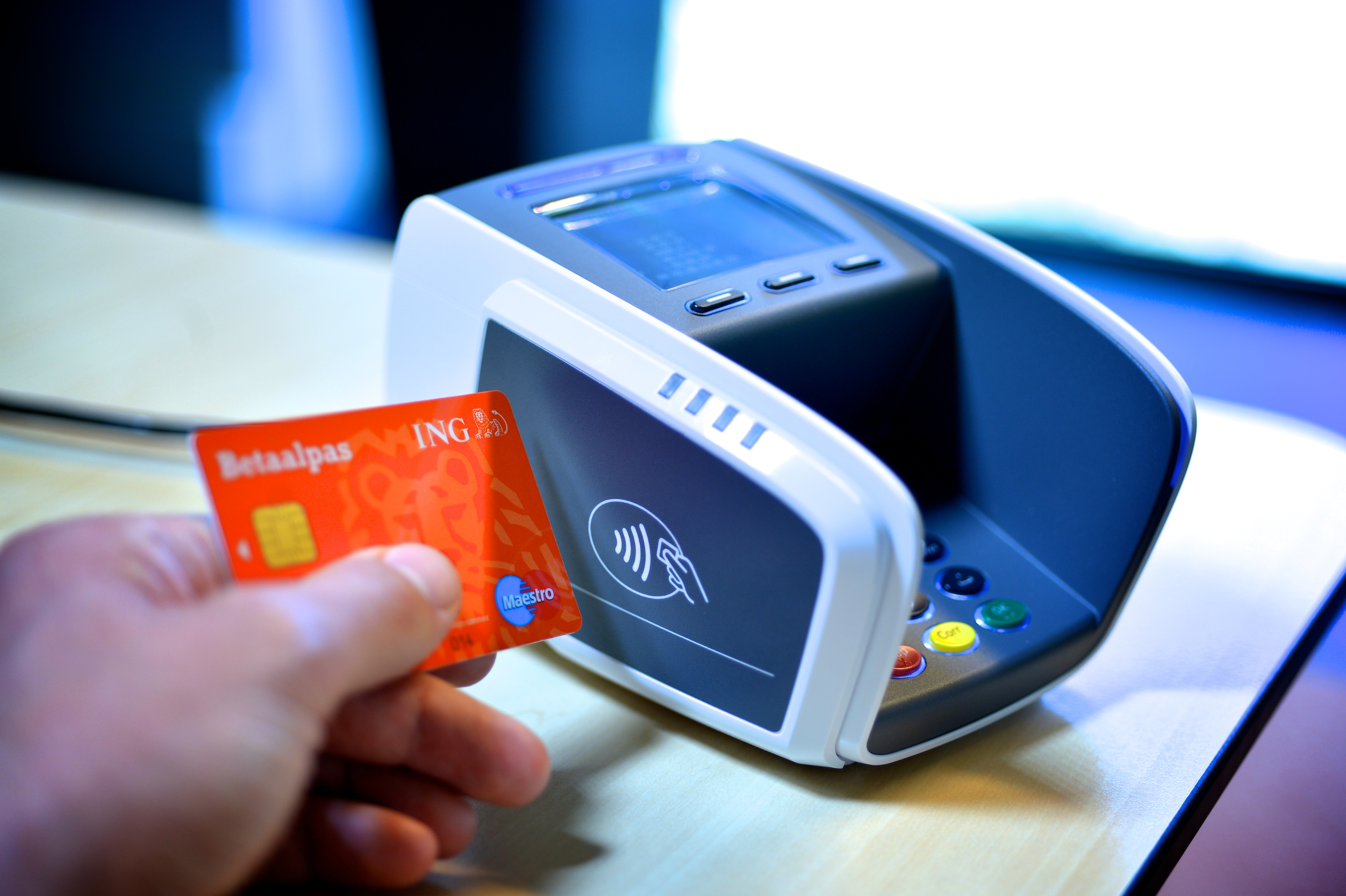
Avläsning av betalkort.

Kontaktlöst betalkort är ett betalkort som kan blippas i en kassaterminal istället för att använda magnetremsa eller synliga kontakter. 
Kontaktlösa betalkort introducerades i Sverige år 2015 och har sedan dess vuxit i popularitet. 2017 var cirka 40 % av alla betalkort i Sverige kontaktlösa.

## Tekniken
Kontaktlösa betalkort har ett inbyggt RFID-chip som överför informationen trådlöst via radiovågor. RFID står för Radio Frequency Identification Tag vilket översatt till svenska betyder ungefär “tagg som identifieras med hjälp av radiovågor”. Tekniken kallas även för NFC som står för Near Field Communication vilket översatt till svenska betyder “närfältskommunikation”. Läsavståndet för ett kontaktlöst betalkort är med de flesta läsare cirka 5 cm.
Kontaktlösa betalkort har fått kritik för att vara osäkra. Detta eftersom kortuppgifterna är lagrade helt okrypterat vilket gör det enkelt att stjäla kortuppgifterna. Det är meningen att uppgifterna som ges ut kontaktlöst skall vara begränsade (och summorna som kan överföras utan bekräftelse små), men i ett test visade det sig att de uppgifter man kunde läsa ofta var tillräckliga för att betala i en del webbutiker. Missbruk har inte förekommit i större utsträckning och den som hanterat sitt kort omsorgsfullt borde kunna få tillbaka sina pengar, men tekniken i sin nuvarande form hindrar inte sådant missbruk.